# King King
King King ist eine schottische Bluesrock-Band sowie ein Musiklokal in Los Angeles.

## Geschichte
King King trat 2008 erstmals live auf. Der Name „King King“ ist der des einzigen Albums der Band The Red Devils, für das Gitarrist Alan Nimmo schwärmte; dieses Album war 1991 live im „King King“-Club in Los Angeles aufgenommen worden.
2011 erschien King Kings Debütalbum Take My Hand, das bei den British Blues Awards 2012 den Preis als bestes Album erhielt. Ihr zweites Album Standing in the Shadows, erschienen 2013, erhielt 2014 die gleiche Auszeichnung. Die Band selbst wurde 2012 bis 2014 dreimal in Folge zur besten britischen Bluesband gewählt und damit in die British Blues Awards Hall of Fame aufgenommen.
In Deutschland wurde die Band unter anderem durch ihren Auftritt beim WDR Rockpalast Crossroads Festival 2014 bekannt. 2015 kam ihr drittes Album Reaching for the Light heraus.
2016 erhielt die Band gleich drei British Blues Awards: für das Album Reaching for the Light, für den Song Rush Hour sowie den „Kevin Thorpe Award For Songwriter of the Year“.
2018 wurde King King auch bei den neugeschaffenen UK Blues Awards mehrfach ausgezeichnet: in der Kategorie „Blues Band of the Year“ sowie für das Album Exile & Grace von 2017; daneben gewann Alan Nimmo in der Kategorie „Blues Songwriter of the Year“.

## Diskografie
- 2008: Broken Heal (EP)
- 2011: Take My Hand
- 2013: Standing in the Shadows
- 2015: Reaching for the Light
- 2016: Live
- 2017: Exile & Grace
- 2017: Outtakes & Rarities (EP)
- 2020: Maverick